# Flora Kraus
Flora Kraus (geboren 17. Juni 1880 in Wien, Österreich-Ungarn als Flora Sgalitzer; gestorben 14. November 1958 ebenda) war eine österreichische Pädagogin und Psychoanalytikerin.

## Leben
Flora Sgalitzer war eine Tochter der Hermine Fischel und des Ferdinand Sgalitzer. Von 1899 bis 1904 war sie mit dem Zahnarzt Alois Botstiber verheiratet, sie hatten zwei Kinder, die Tochter Gertrud (1901–1970) heiratete 1927 den Pädiater Max Zarfl (1876–1938). 1913 heiratete sie in zweiter Ehe Maximilian Kraus, diese Ehe wurde 1925 geschieden. Kraus arbeitete ab April 1923 als Assistentin von Hermine Hug-Hellmuth, als diese die Erziehungsberatungsstelle der Wiener Psychoanalytischen Vereinigung (WPV) übernahm. Nach deren gewaltsamem Tod 1924 wurde Kraus ordentliches Mitglied der WPV und leitete die Erziehungsberatungsstelle allein.
Kraus hielt am 14. Mai 1924 ihren ersten Vortrag in der Wiener Vereinigung unter dem Titel „Die Frauensprache bei den primitiven Völkern“, der Vortrag wurde in der Vereinszeitschrift Imago veröffentlicht. Sie wendete psychoanalytische Gesichtspunkte auf die seinerzeit vorliegenden Forschungsergebnisse und Fragestellungen aus der Linguistik und der Ethnologie an und führte die Entstehung gesonderter Frauen- und Männersprachen auf verdrängte sexuelle Inhalte zurück.
1928 trat sie aus der WPV aus, Editha Sterba übernahm ihre Stelle in der Erziehungsberatung. Die Gründe für ihr Ausscheiden sind nicht bekannt, ebenso wenig wie ihre weiteren Tätigkeiten und Lebensumstände. Nach dem Anschluss Österreichs glückte ihr 1940 die Flucht nach England, von wo sie nach Chicago gelangte. 1947 kehrte sie nach Wien zurück. Sie wurde am Neustifter Friedhof begraben (Gruppe A, Reihe 14, Nummer 19A).

## Schriften (Auswahl)
- Geschichte und Wesen des Konstitutionsproblems. Archiv für Frauenkunde und Eugenik, 1923, S. 81–95
- Die Frauensprache bei den primitiven Völkern. Imago 10 (2/3), 1924, S. 296–313